# 第12屆威尼斯影展
第12屆威尼斯影展在威尼斯當地時間1951年8月20日到9月10日舉行，馬力歐·葛默（Mario Gromo）擔任評審團主席。

## 評審團
- 馬力歐·葛默

## 獎項
- 金獅獎：《羅生門》
- 最佳男演員獎：尚·嘉賓（Jean Gabin）
- 最佳女演員獎：費雯·麗
- 最佳義大利電影：《La Città si difende》